# Гафельзе
Гафельзе (нім. Havelsee) — місто в Німеччині, розташоване в землі Бранденбург. Входить до складу району Потсдам-Міттельмарк. Складова частина об'єднання громад Бецзе.
Площа — 66,60 км2. Населення становить 3277 ос. (станом на 31 грудня 2020).